# Glenn Quinn
Glenn Quinn fue un actor que nació en Dublín, Irlanda el 28 de mayo de 1970 y murió el 3 de diciembre de 2002 en North Hollywood (California, EE.UU) a causa de una sobredosis. Su nombre completo era Glenn Martin Christopher Francis Quinn.
Quinn se trasladó a los Estados Unidos con su madre y sus dos hermanas en 1988. Su primer papel importante fue en la película de John Travolta, Shout (1991), donde compartió beso en la pantalla con Gwyneth Paltrow. Sus papeles más notables fueron Mark en Roseanne (1998) y como mitad humano-mitad demonio en la primera temporada de la serie de la Fox Ángel (1999). 
En la mayoría de papeles que le ofrecían a Quinn, debía suprimir su acento irlandés. No fue hasta que le contrataron en Ángel cuando le dejaron utilizar su acento.
Fue copropietario de Goldfingers, un club en Hollywood temático sobre 007.
Murió en casa de un amigo por una sobredosis de heroína. Su afición a las drogas fue lo que impulsó a los directivos de la serie Ángel a sacrificar a su personaje. El actor Michael Fishman, compañero suyo en Roseanne, fomentó la creación de un fondo conmemorativo en su nombre.
- Datos: Q447631